# Mino da Fiesole

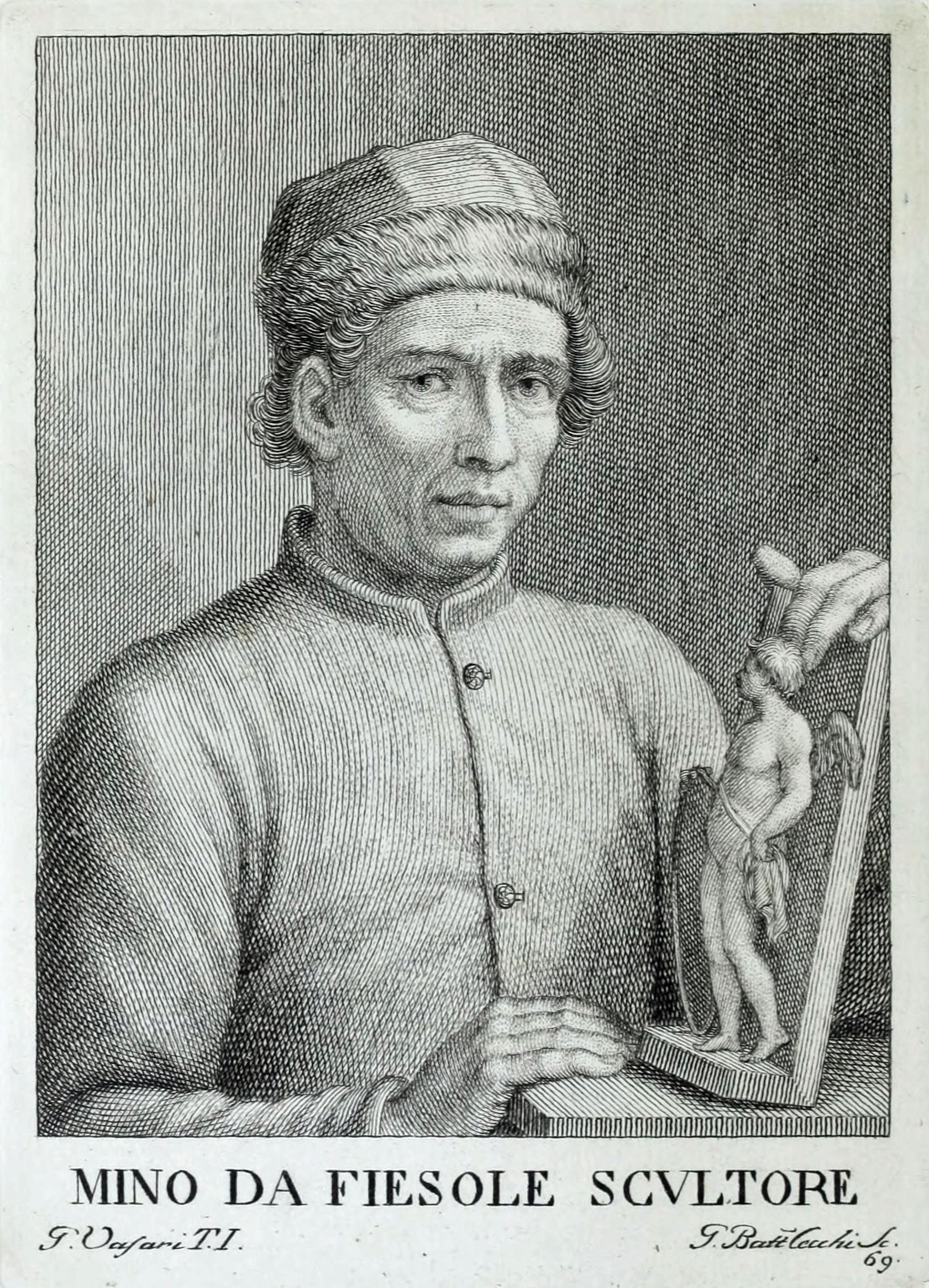
Mino da Fiesole

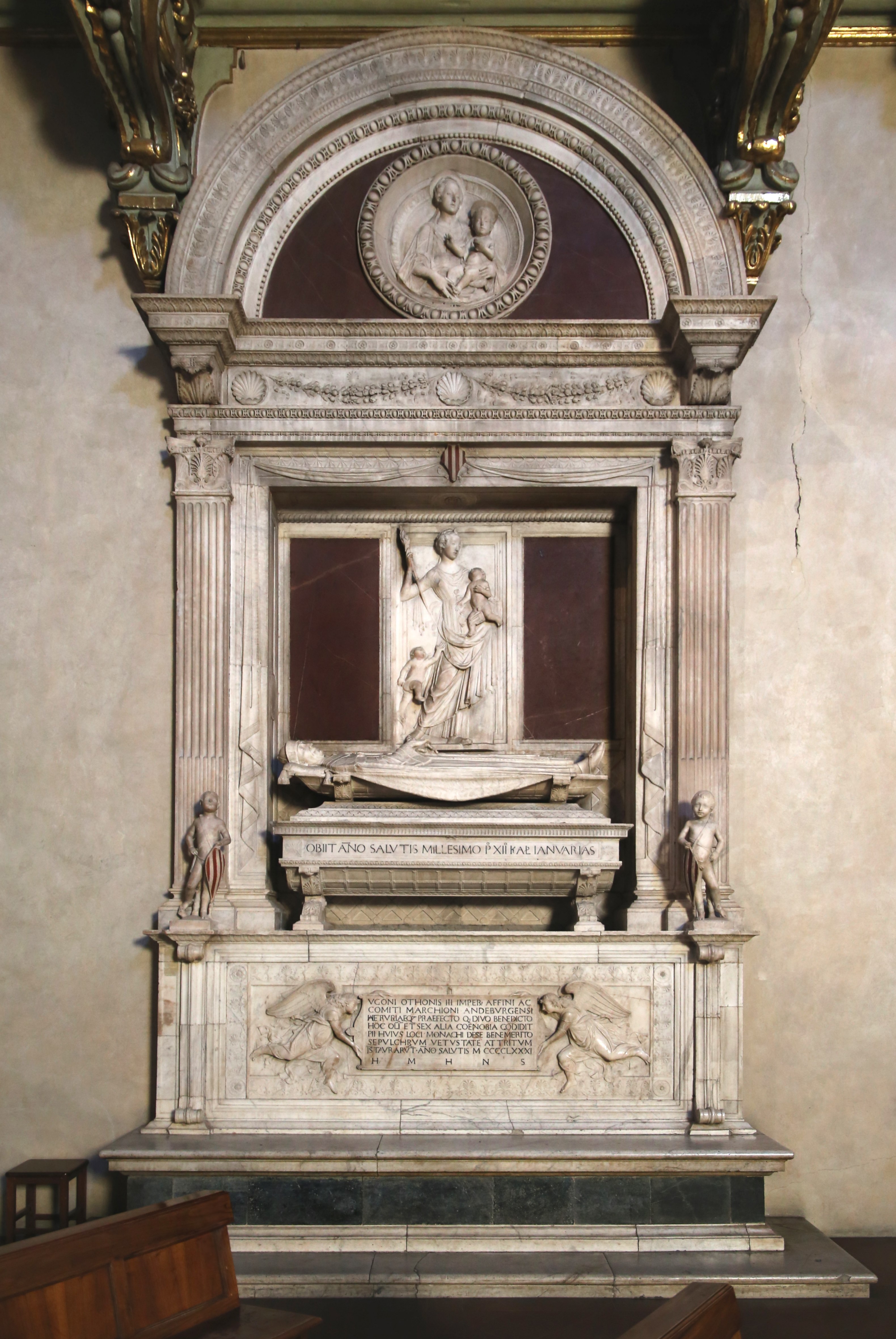
Hugo den store av Toscana gravvård i Florens

Mino da Fiesole, född omkring 1430, död 11 juli 1484, var en italiensk skulptör.
Mino da Fiesole är mest känd genom sina realistiska porträttbyster och gravvårdar. Han utbildades hos Desiderio da Settignano och framträdde snart såsom en av de mera betydande marmorskulptörerna i Florens, men är mera ytlig och virtuosmässig än den nämnde läraren och bröderna Rossellino. Mino blir också mera klassicerande än dessa. Som porträttkuptör var han mycket använd, fick beställningar också i Rom, där han länge arbetade med påven Paul II:s gravmonument, som dock aldrig blev uppsatt. I domen i Fiesole utförde han gravonumentet över biskopen Leonardo Salutati och ett väggaltare. Från hans sista år stammar det berömda gravmonumentet över Hugo av Andersburg i Badiakyrkan vid Florens. I Bargellopalatset finns flera byster av Mino da Fiesole, likaså i Kaiser Friedrich Museum i Berlin (fanns alla fall före andra världskriget). Hans madonnareliefer är mjukt och känsligt modellerade.